# Kubčur
El Kubčur fou el més important dels impostos mongols de l'època genguiskànida. Era un impost sobre els ramats que pagaven els mongols directament al seu sobirà. Es va instituir per Genguis Kan per recaptar fons per ajudar al seu aliat Wang Khan dels keraits. Durant el temps que va estar en vigor era l'equivalent d'un cap de bestiar per cada 100. Mongke el va modificar el 1252 i el va convertir en un impost a pagar segons la riquesa de cadascú. Va desaparèixer progressivament. A Pèrsia el va abolir Ghazan.